# Erau
|  | Aquest article tracta sobre el departament francès. Si cerqueu l riu homònim, vegeu «Riu Erau». |

L'Erau (34) (en occità: Erau o Eraur i en francès: Hérault) és un departament francès situat a la regió Occitània. La seva capital és Montpeller.

## Història
El departament d'Erau va ser creat durant la Revolució Francesa, el 4 de març de 1790 -en aplicació de la llei de 22 de desembre de 1789-, a partir d'una part de l'antiga província del Llenguadoc.

## Economia
Agricultura, viticultura
La superfície agrícola del departament és del 65%. La viticultura és el cultiu majoritari i la resta de terra s'utilitza per a horts (olives, castanyes, nous, prunes, pomes), prats artificials, cultiu d'hortalisses i cereals. La superfície declarada per producció orgànica és de 17.939 hectàrees; entre el 2004 i el 2011, la part de superfície per bioagricultura va passar del 2,6% al 9,3%. Excloent àrea agrícola, la presència d'erms representa 122,915 hectàrees o gairebé el 20% del departament i els boscos estan presents a 217,050 hectàrees o el 35%.
La presència de vinyes a la regió es remunta a l'antiguitat, a èpoques anteriors a la fundació de la Narbonense. Durant el segle xix i principis del segle xx, els enòlegs van començar a prioritzar la qualitat a la quantitat, així què els rendiments s'han reduït, les varietats de raïm modificat i s'han fet inversions en maquinaries modernes. El clima i el tipus de sòl propicia una gran diversitat i àmplia gamma de varietats com són els AOC Saint-Chinian, Faugères, Minervois, Llenguadoc i Clairette du Languedoc, Frontignan Muscat, Muscat Lunel, moscatell Mireval, moscatell de Saint-Jean-du-Minervois, picpoul de Pinet.

## Districtes
El departament es divideix en tres districtes:
- Districte de Besiers, amb cap a la sotsprefectura de Besiers.
- Districte de Lodeva, amb cap a la sotsprefectura de Lodeva.
- Districte de Montpeller, amb cap a la prefectura del departament, Montpeller.

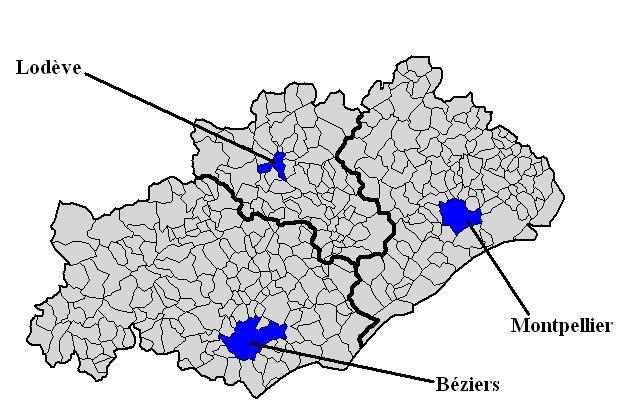
Els tres districtes de l'Erau